# 1 000 kilomètres de Zeltweg
Les 1 000 kilomètres de Zeltweg, ou 1000-km-Rennen von Österreich, sont une course automobile internationale d'endurance disputée entre 1966 et 1975 en Sport-prototypes, puis entre 1976 et 2001 en Grand Tourisme en Autriche. En 1969 un nouveau circuit fut utilisé, à Spielberg sur un site toutefois encore proche de l'Aérodrome de Zeltweg, entre la mi-août et la mi-septembre jusqu'en 1969, puis fin juin jusqu'au milieu des années 1970 (sauf en 1970, alors au début octobre).
L'épreuve fut intégrée au Championnat du monde des voitures de sport de 1966 (alors sur 500 kilomètres jusqu'en 1968) à 1975 (le plus souvent comme avant-dernière ou dernière manche). À partir de 2013, elle dure 4 heures et fait partie de l'European Le Mans Series.

## Histoire
En 1963 une épreuve de démonstration de Formule 1 fut organisée sur l'ancien aéroport désaffecté de Zeltweg (Styrie, vainqueur Jack Brabham). Le terrain d'aviation civile avait été modifié en 1958 pour pouvoir être utilisé par les sports mécaniques. La course ayant eu un certain succès, elle fut intégrée au championnat du monde de Formule 1 1964, comme premier Grand Prix d'Autriche (vainqueur Lorenzo Bandini). Mais la piste était trop cassante pour les monoplaces, et l'épreuve autrichienne fut éconduite jusqu'en 1970, passant alors -en F1 toujours- au circuit de Spielberg (vainqueur Jacky Ickx).
Faute de F1 en 1965, les organisateurs se tournèrent vers les voitures de sport la saison suivante, mieux adaptées à la surface bosselée.
Néanmoins en 1969 à la demande des pilotes (monotonie d'un circuit au revêtement désuet) l'Österreichring fut construit dans les montagnes, à moins d'un kilomètre de l'aérodrome. Le nouveau bitume permit d'emblée un doublement de la distance à parcourir. Des courses plus rapides de moins de cinq heures furent aussi entreprises.
En 1976 un changement du règlement du championnat mondial Sportscars obligea à revenir à une durée de six heures, pour d'autres types de voitures moins puissantes. L'épreuve de l'Elan Trophy prit alors le relais au Salzburgring (au trajet raccourci à 300 kilomètres) en Sport Prototypes, au mois de septembre. La course de 1 000 kilomètres avait été la dernière de l'Österreichring, fermé la saison suivante. L'Elan Trophy disparu à son tour du calendrier mondial en 1978, plus aucune épreuve autrichienne n'étant alors programmée jusqu'en 1992 (fin du championnat).
En 1997 l'A1-Ring fut construit à l'emplacement de l'Österreichring, le Championnat FIA GT investissant immédiatement les lieux. L'épreuve était alors de 4 Heures pour 700 kilomètres. Elle passa à 500 kilomètres en 1998, 2000 et 2001. La FIA décida toutefois en 2002 d'annuler la course, et le circuit fut partiellement démolit en 2004, laissant place au Red Bull Ring en 2011.

## Palmarès
| Année                        | Pilotes                                          | Équipe                       | Voiture                      | Temps                        |                 |
| Aéroport de Zeltweg (500 km) | Aéroport de Zeltweg (500 km)                     | Aéroport de Zeltweg (500 km) | Aéroport de Zeltweg (500 km) | Aéroport de Zeltweg (500 km) |                 |
| ---------------------------- | ------------------------------------------------ | ---------------------------- | ---------------------------- | ---------------------------- | --------------- |
| 1966                         | Gerhard Mitter Hans Herrmann                     | Porsche System               | Porsche 906                  | 3 h 07 min 52 s 550          |                 |
| 1967                         | Paul Hawkins                                     | Paul Hawkins                 | Ford GT40 Mk.II              | 3 h 15 min 54 s 530          |                 |
| 1968                         | Jo Siffert                                       | Porsche System Engineering   | Porsche 908                  | 2 h 55 min 17 s 790          |                 |
| Österreichring (1 000 km)    |                                                  |                              |                              |                              |                 |
| 1969                         | Jo Siffert Kurt Ahrens Jr.                       | Freiherr von Wendt           | Porsche 917                  | 5 h 23 min 36 s 980          |                 |
| 1970                         | Jo Siffert Brian Redman                          | J.W. Automotive              | Porsche 917K                 | 5 h 08 min 04 s 670          |                 |
| 1971                         | Pedro Rodríguez Richard Attwood                  | J.W. Automotive              | Porsche 917K                 | 5 h 04 min 26 s 100          |                 |
| 1972                         | Jacky Ickx Brian Redman                          | SpA Ferrari SEFAC            | Ferrari 312PB                | 4 h 58 min 46 s 280          |                 |
| 1973                         | Henri Pescarolo Gérard Larrousse                 | Equipe Matra-Simca           | Matra Simca MS670B           | 4 h 48 min 57 s 800          |                 |
| 1974                         | Henri Pescarolo Gérard Larrousse                 | Équipe Gitanes               | Matra Simca MS670C           | 4 h 51 min 20 s 270          |                 |
| 1975                         | Henri Pescarolo Derek Bell                       | Willi Kauhsen Racing Team    | Alfa Romeo T33/TT/12         | 3 h 34 min 50 s 550          |                 |
| 1976                         | Dieter Quester Gunnar Nilsson                    | Schnitzer BMW                | BMW 3.0 CSL                  | 6 h 00 min 16 s 400 (GT)     |                 |
| A1-Ring                      |                                                  |                              |                              |                              |                 |
| 1997                         | Klaus Ludwig Bernd Mayländer                     | AMG-Mercedes                 | Mercedes-Benz CLK GTR        | 4 h 00 min 55 s 816 (FIA GT) |                 |
| 1998                         | Klaus Ludwig Ricardo Zonta                       | AMG-Mercedes                 | Mercedes-Benz CLK LM         | 2 h 47 min 34 s 975 (FIA GT) |                 |
| 1999                         | Épreuve annulée                                  | Épreuve annulée              | Épreuve annulée              | Épreuve annulée              | Épreuve annulée |
| 2000                         | Mike Hezemans Tom Coronel                        | Carsport Holland             | Chrysler Viper GTS-R         | 3 h 00 min 01 s 811 (FIA GT) |                 |
| 2001                         | Peter Kox Rickard Rydell                         | Prodrive Allstars            | Ferrari 550-GTS Maranello    | 3 h 00 min 09 s 952 (FIA GT) |                 |
| 2002 - 2012                  | Pas d'épreuves                                   | Pas d'épreuves               | Pas d'épreuves               | Pas d'épreuves               | Pas d'épreuves  |
| 2013                         | Pierre Thiriet Mathias Beche                     | Thiriet par TDS Racing       | Oreca 03-Nissan              | 3 h 00 min (ELMS)            |                 |
| 2014                         | Paul-Loup Chatin Nelson Panciatici Oliver Webb   | Signatech Alpine             | Alpine-Nissan                | 4 h 00 min (ELMS)            |                 |
| 2015                         | Harry Tincknell Simon Dolan Filipe Albuquerque   | Jota Sport                   | Gibson 015S-Nissan           | 4 h 00 min (ELMS)            |                 |
| 2016                         | Mathias Beche Mike Conway Pierre Thiriet         | Thiriet par TDS Racing       | Oreca 05-Nissan              | 4 h 00 min (ELMS)            |                 |
| 2017                         | Filipe Albuquerque William Owen Hugo de Sadeleer | United Autosports            | Ligier JS P217-Gibson        | 4 h 00 min (ELMS)            |                 |
| 2018                         | Roman Rusinov Jean-Éric Vergne Andrea Pizzitola  | G-Drive Racing               | Oreca 07-Gibson              | 4 h 00 min (ELMS)            |                 |
| 2019 - 2020                  | Pas d'épreuves                                   | Pas d'épreuves               | Pas d'épreuves               | Pas d'épreuves               | Pas d'épreuves  |
| 2021                         | Louis Delétraz Robert Kubica Ye Yifei            | Team WRT                     | Oreca 07-Gibson              | 4 h 00 min (ELMS)            |                 |

## Les différents circuits utilisés

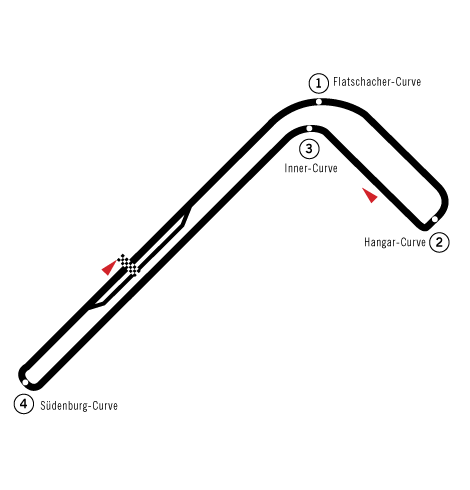
Le Zeltweg Airfield, utilisé de 1966 à 1968.
L'Österreichring, utilisé de 1969 à 1976.
Le A1-Ring, utilisé à partir de 1997.